# Kiriakoffalia costimacula
Kiriakoffalia costimacula är en fjärilsart som beskrevs av James John Joicey och Talbot. Kiriakoffalia costimacula ingår i släktet Kiriakoffalia och familjen björnspinnare. Inga underarter finns listade i Catalogue of Life.